# 8e régiment d'artillerie à pied rhénan
Pour les articles homonymes, voir 8e régiment.
Le 8e régiment d'artillerie à pied rhénan est une unité de l'armée impériale allemande, engagée sur le front occidental pendant la Première Guerre mondiale.

## Historique de l'unité
Le Rheinische Fußartillerie-Regiment Nr. 8 a été formé le 16 juin 1864 à Coblence. Pendant la Guerre franco-allemande de 1870, il participe au siège de Thionville et au siège de Montmédy.

À partir de 1874, peu après la création de l'Alsace-Lorraine, le régiment est stationné à Metz, nouvelle place forte de l'Empire allemand. La ville ceinte dans deux ceintures de forts détachés deviendra la ville de garnison du régiment.
En 1877, le 8e régiment d'artillerie à pied défile devant l'empereur Guillaume Ier. Sa devise Zu gleich!, devient alors Treu Metz alle Wege!. Son chant de marche traditionnel est le lied O Deutschland hoch in Ehren.
En 1890, l'unité est rattachée au 16e Corps d'Armée. En 1891, le régiment est doté du fusil à répétition Gewehr 88. En 1900, le régiment reçoit un nouvel étendard. En mai 1903, le régiment prend part à un défilé devant l'empereur Guillaume II à Frescaty, sur le terrain du futur aérodrome. Pour la première fois, le régiment défile avec des obusiers. Peu avant la Première Guerre mondiale, le régiment fête ses quarante ans de garnison à Metz.
Le 8e Rhénan participe à la Première Guerre mondiale sur le front occidental, notamment en Lorraine, dans les Flandres et dans la Somme. Après 1919, la distinction entre l'artillerie à pied, ou de forteresse, et l'artillerie de campagne sera supprimée.
En 1929, un monument aux morts du Rheinisches Fußartillerie-Regiment Nr. 8, représentant un lion allongé, a été érigé à Bad Honnef en Rhénanie-du-Nord-Westphalie

## Commandants successifs de 1864 à 1916
- 1864 au 1er septembre 1865 - Oberst von Kampß
- 1865 au 20 janvier 1870 - Oberst Hendewerk
- 1870 au 15 août 1872 - Oberst von Seel
- 1872 au 11 février 1875 - Oberst Zoellner

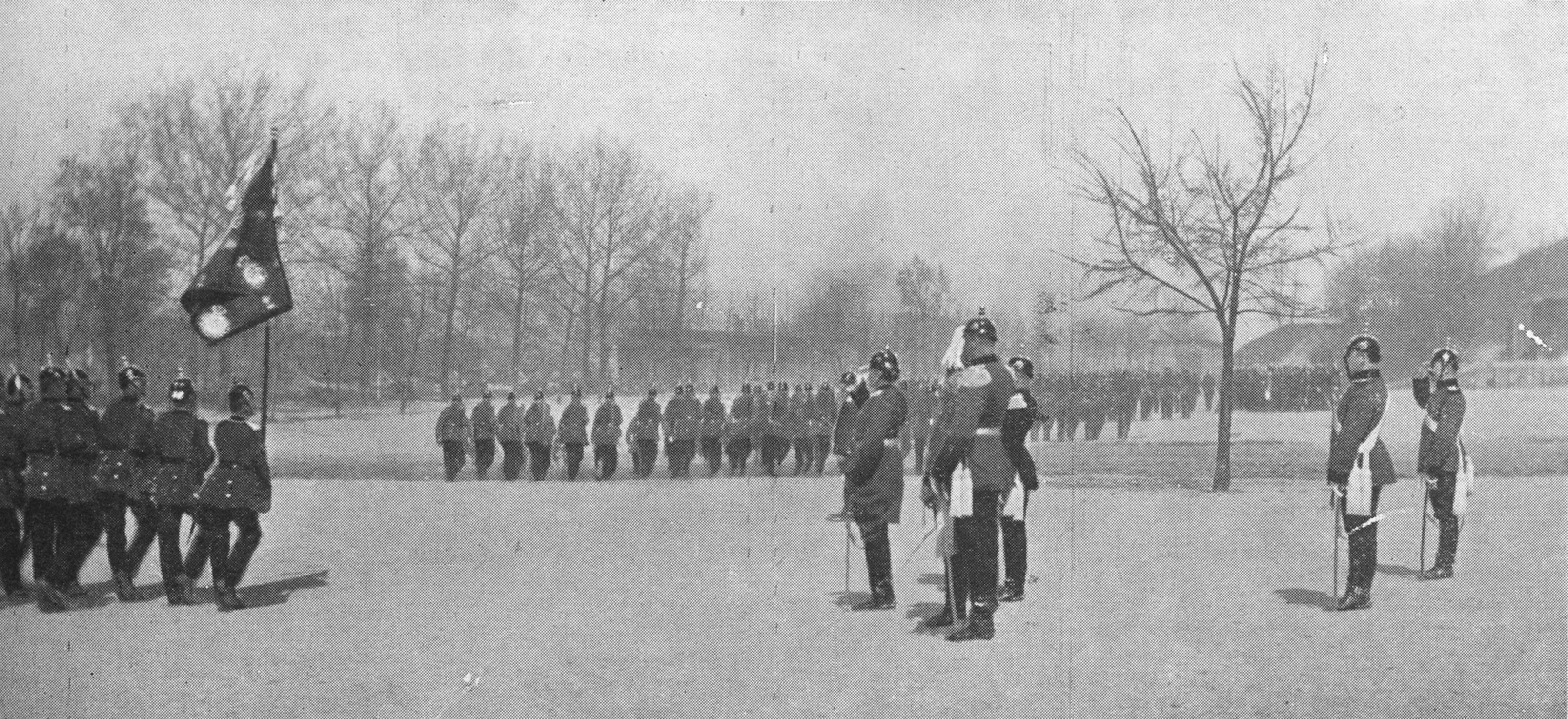
Présentation du nouvel étendard dans la cour du fort Steinmetz à Metz, le 22 avril 1900

- 1875 au 12 janvier 1878 - Oberst von Lilienhoff-Zwowitzky
- 1878 au 12 décembre 1881 - Oberst Mittelstaedt
- 1881 au 11 novembre 1884 - Oberst Jacobi
- 1884 au 15 novembre 1887 - Oberst von Mechow
- 1887 au 17 décembre 1891 - Oberst Homeyer
- 1891 au 18 août 1895 - Oberst Wolff
- 1895 au 18 août 1897 - Oberstleutnant Tholen
- 1897 au 14 janvier 1902 - Oberst Lücker
- 1902 au 18 mai 1907 - Oberst Splinter
- 1907 au 21 février 1909 - Oberstleutnant Güssefeld
- 1909 au 17 avril 1913 - Oberstleutnant Breusing
- 1913 au 5 juillet 1916 - Generalmajor Ehrke

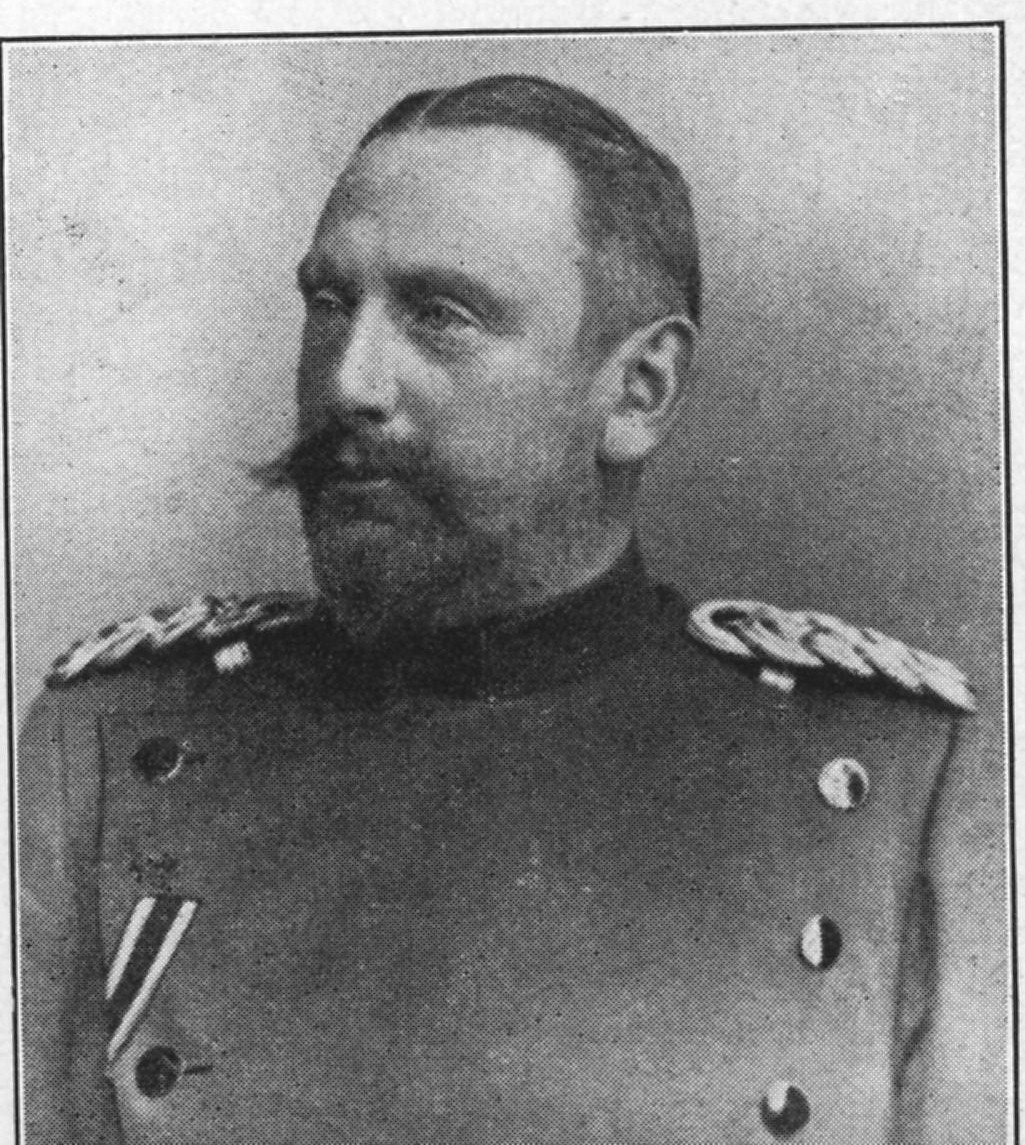
Oberst Hohmeyer
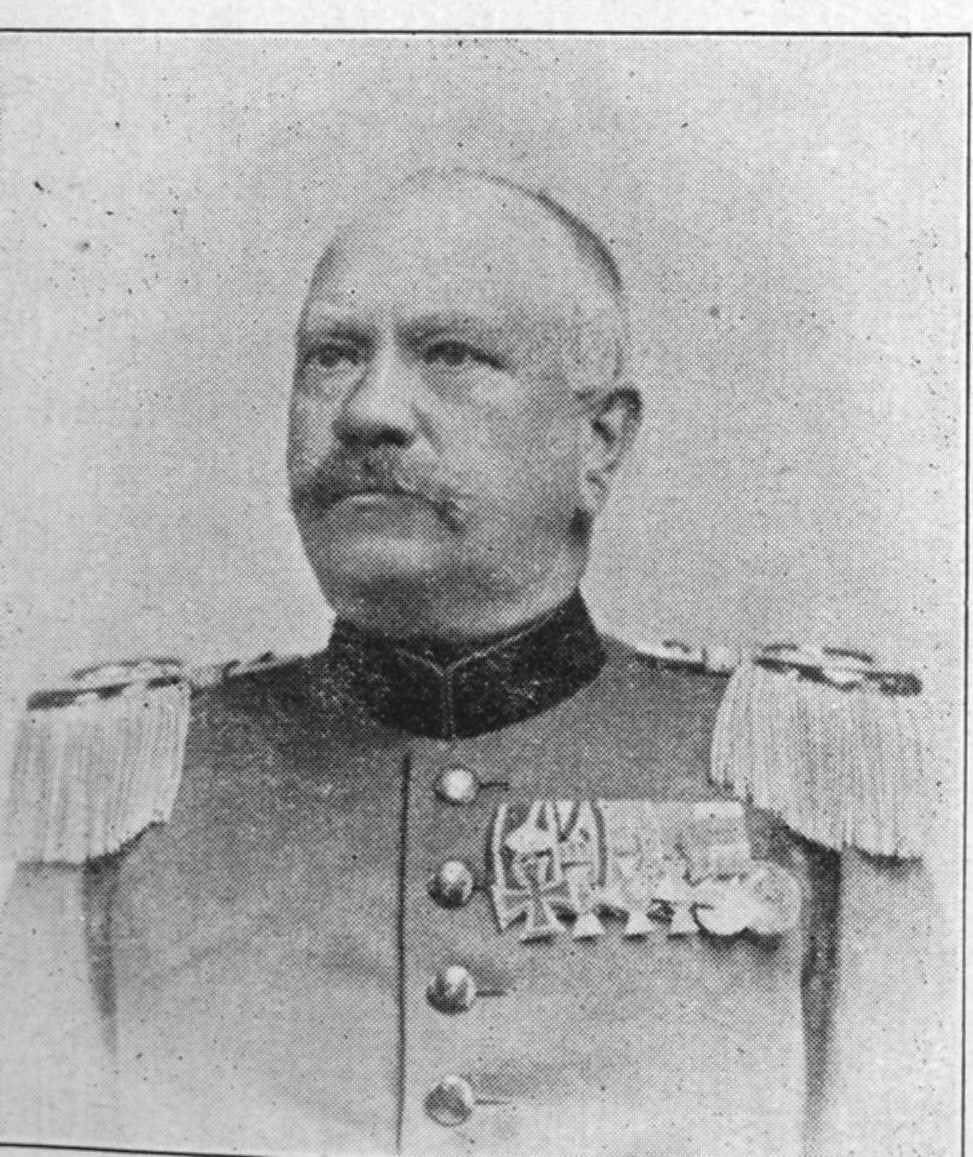
Oberst Lücker
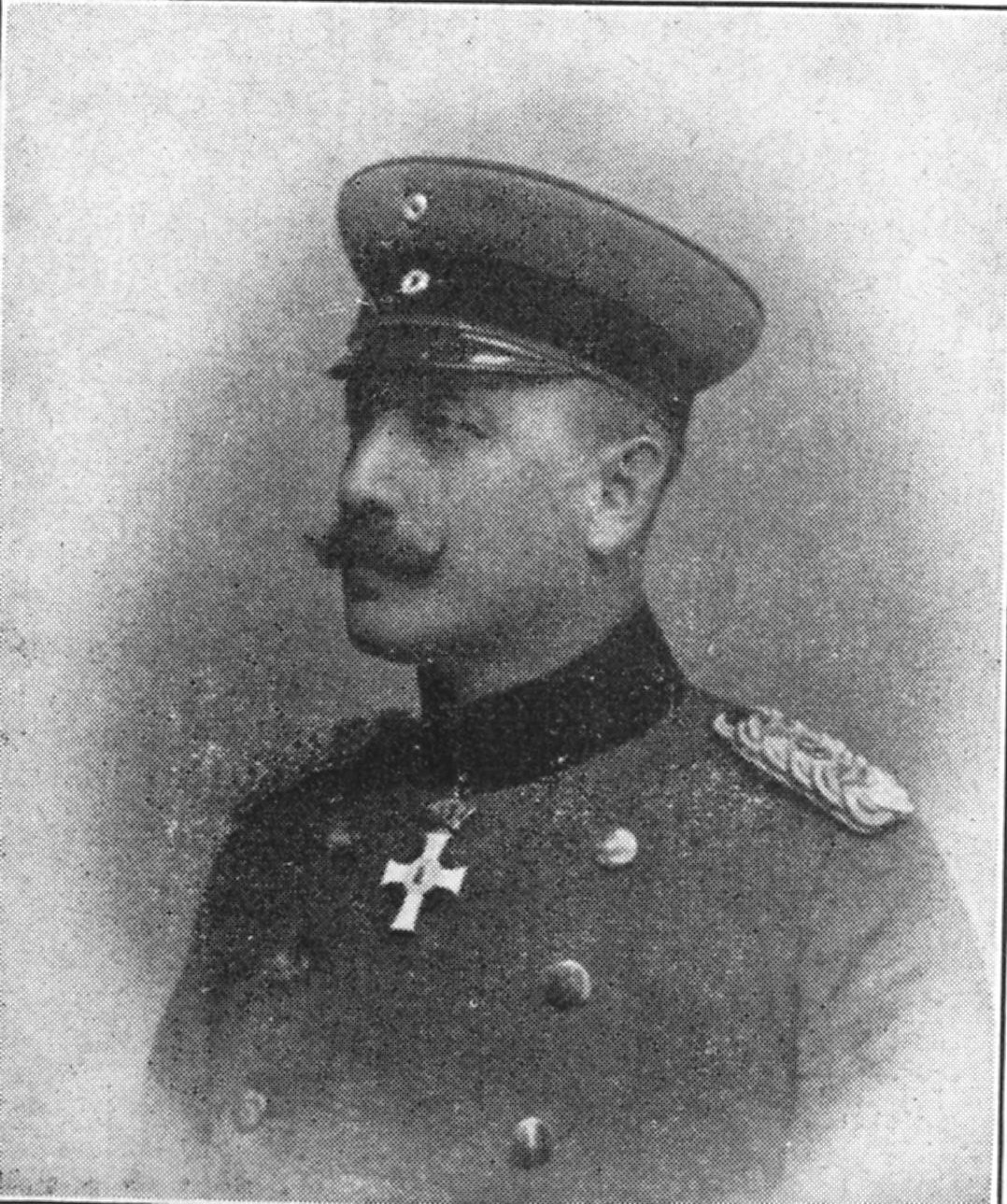
Generalmajor Splinter
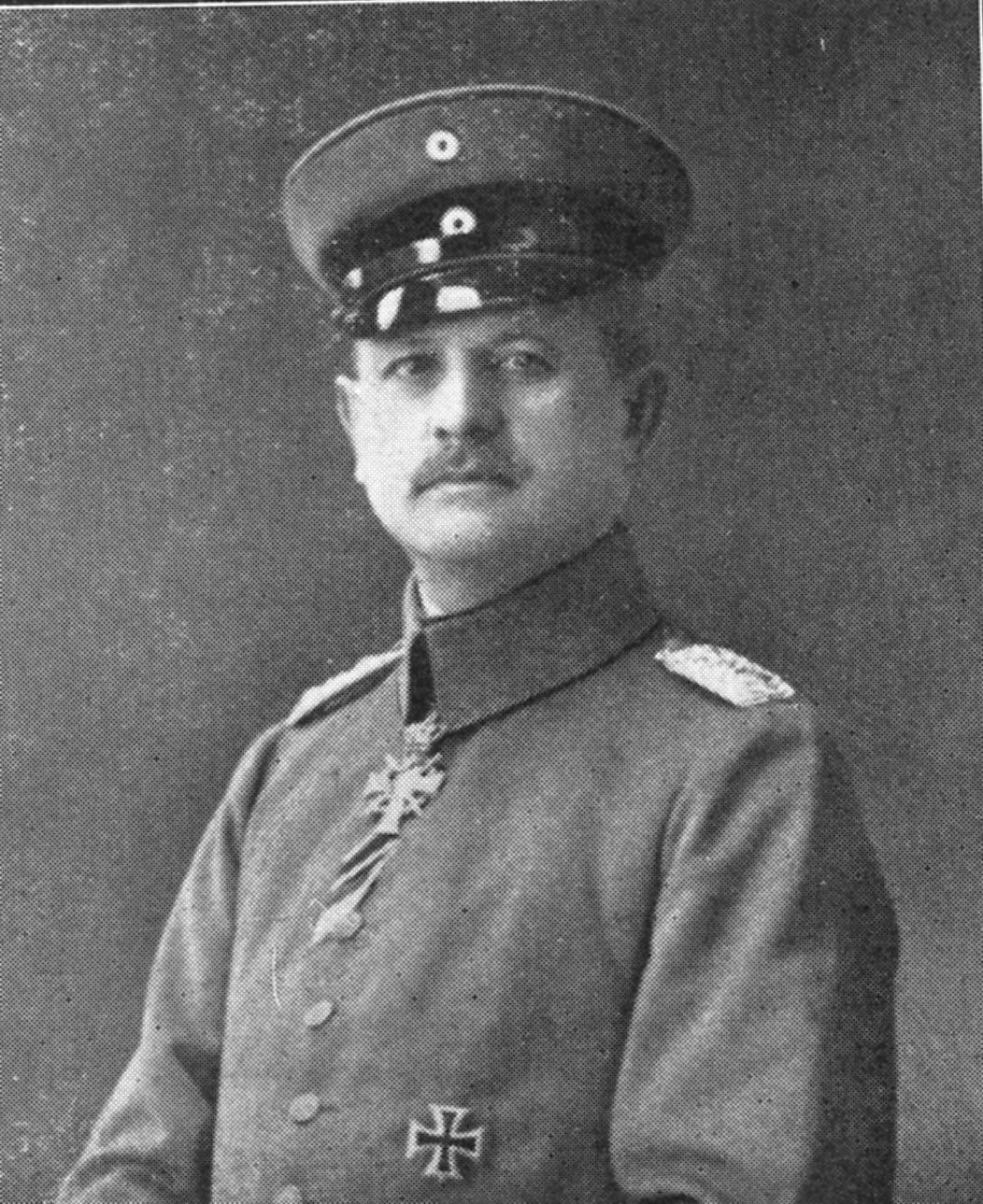
Generalmajor Ehrke

## Formation de l'unité
| 1. Batterie | 2. Batterie | 3. Batterie |
| --- | --- | --- |

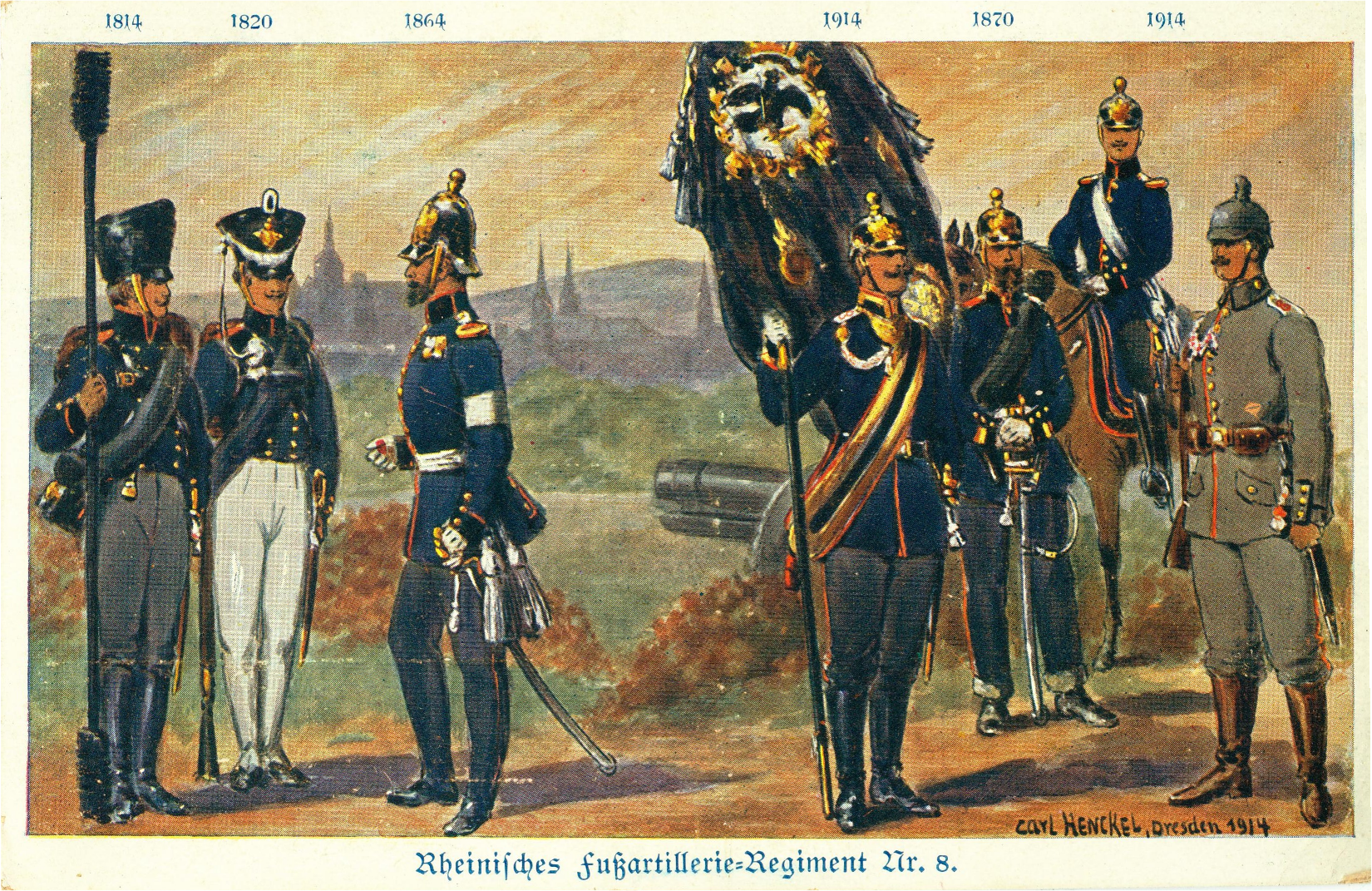
Uniformes de l'artillerie à pied de 1814 à 1914.

| - 1816–1819 Sarrelouis - 1819–1820 Trèves - 1820–1821 Luxembourg - 1821–1822 Coblence - 1822–1823 Luxembourg - 1823–1824 Coblence - 1824–1825 Luxembourg - 1825–1826 Coblence - 1826–1828 Luxembourg - 1828–1829 Mayence - 1829–1833 Luxembourg - 1833–1877 Coblence et Ehrenbreitstein - 1877-1914 Metz | - 1816–1820 Trèves - 1820–1826 Mayence - 1826–1828 Coblence - 1828–1830 Luxembourg - 1830–1833 Coblence - 1834–1877 Coblence - 1877-1914 Metz | - 1816–1834 Mayence - 1834–1857 Cologne - 1857–1860 Jülich - 1860–1864 Ehrenbreitstein - 1864–1877 Coblence et Ehrenbreitstein - 1877-1914 Metz |

| 4. Batterie | 5. Batterie | 6. Batterie |
| --- | --- | --- |
| - 1816–1820 Mayence - 1820–1821 Trèves - 1821–1828 Sarrelouis - 1828–1877 Coblence et Ehrenbreitstein - 1877-1914 Metz | - 1835–1860 Sarrelouis - 1860–1865 Luxembourg - 1865–1866 Cologne - 1866–1867 Luxembourg - 1867–1873 Sarrelouis - À partir de 1873 Metz | - 1860–1865 Luxembourg - 1865–1866 Cologne - 1866–1867 Luxembourg - 1867–1873 Sarrelouis - 1873–1899 Metz - 1899–1902 Thionville - À partir de 1902 Metz |

| 7. Batterie | 8. Batterie | 9. Batterie (alt)                                                                                 |
| --- | --- | ------------------------------------------------------------------------------------------------- |
| - 1860–1865 Luxembourg - 1865–1866 Coblence - 1866–1867 Luxembourg - 1867–1871 Sarrelouis - 1871–1873 Thionville bzw. Mézières - À partir de 1873 Metz | - 1860–1865 Luxembourg - 1865–1868 Sarrelouis - 1868–1870 Ehrenbreitstein - 1871–1899 Thionville - À partir de 1899 Metz | - 1866–1868 Coblence - 1902–1903 Thionville - 1903–1908 Metz - À partir d'octobre 1908 Thionville |

| 10. Batterie                                                                 | 11. Batterie | 12. Batterie |
| ---------------------------------------------------------------------------- | --- | --- |
| - 1902–1903 Thionville - 1903–1908 Metz - À partir d'octobre 1908 Thionville | - 1771–1809 Kolberg - 1809–1810 Berlin - 1811–1812 Swinemünde - 1813–1816 Altdamm - 1816–1865 Kolberg - 1865–1873 Stettin - 1873–1903 Swinemünde - À partir de 1903 Thionville | - 1865 Swinemünde - 1865–1870 Stralsund - 1871–1873 Toul - 1873–1884 Sonderburg - 1884–1903 Danzig - À partir de 1903 Thionville |

### Source
- (de) Cet article est partiellement ou en totalité issu de l’article de Wikipédia en allemand intitulé « Rheinisches Fußartillerie-Regiment Nr. 8 » (voir la liste des auteurs).